# جین ایس
جین ایس (انگلیسی: Jane Ace؛ ۱۲ اکتبر ۱۸۹۷ – ۱۱ نوامبر ۱۹۷۴) یک هنرپیشه اهل ایالات متحده آمریکا بود.